# تپه یباره
تپه یباره مربوط به دوران‌های تاریخی پس از اسلام است و در شهرستان شوشتر، روستای یباره واقع شده و این اثر در تاریخ ۵ آذر ۱۳۸۰ با شمارهٔ ثبت ۴۳۳۶ به‌عنوان یکی از آثار ملی ایران به ثبت رسیده است.